# Gotarzes II
Gotarzes II (em grego: Γωταρζης; romaniz.: Gōtarzēs; em parta: 𐭂𐭅𐭕𐭓𐭆; romaniz.: Gōdarz / Gōtarz) foi xá do Império Parta de 40 a 51. Era filho adotivo de Artabano II. Quando seu pai morreu em 40, seu irmão Vardanes I deveria sucedê-lo, mas o trono foi tomado por Gotarzes II. Gotarzes II eventualmente conseguiu ganhar o controle da maior parte da Pártia, forçando Vardanes a fugir para Báctria. Com a morte de Vardanes em c. 46, Gotarzes II governou o Império Parta até sua morte. Gotarzes II foi sucedido por seu tio Vonones II.

## Nome
Gotarzes (Γωταρζης, Gōtarzēs) é a forma língua grega do iraniano médio Godarze / Gotarze (𐭂𐭅𐭕𐭓𐭆, Gōdarz / Gōtarz), que por sua vez derivou do iraniano antigo Gautarza (*Gau-tarza-; lit. "esmagador de bois"). Foi registrado em aramaico como gwtrz.

## Vida

### Origens
Pouco se sabe sobre a vida inicial de Gotarzes II antes de se tornar rei. Embora Gotarzes fosse filho de Artabano II, não se sabe se era um filho biológico ou adotivo. Josefo chama Gotarzes II de irmão de Vologases I (Josefo, Antiguidades Judaicas, 20.3.4) Tácito, por outro lado, não descreve explicitamente Gotarzes II como filho de Artabano II. No entanto, se refere a ele como um usurpador que foi responsável pelo assassinato de seu irmão, Artabano, e sua família (Tácito, Anais, 6, 8-9). As fontes romanas são obscuras sobre seu passado; no entanto, outras evidências sobreviventes revelam muito mais sobre suas origens. Uma inscrição num relevo rochoso que foi descoberto por Rawlinson em Sarpol-e Zaabe numa estrada principal no Curdistão iraniano o apresenta como Gotarzes, filho de Gueve. A partir desta inscrição, foi suposto que era filho de um nobre hircano chamado Gueve que serviu como sátrapa naquela região. Mais tarde, foi adotado por Artabano II durante seu exílio em reconhecimento a uma dívida que seu pai tinha com Artabano. Quando Gotarzes II mais tarde assumiu o trono, se referiu a si como filho de Artabano II, como evidenciado por uma moeda sobrevivente com a legenda: Ársaces, rei dos reis, chamado Gotarzes, filho de Artabano.

### Reinado

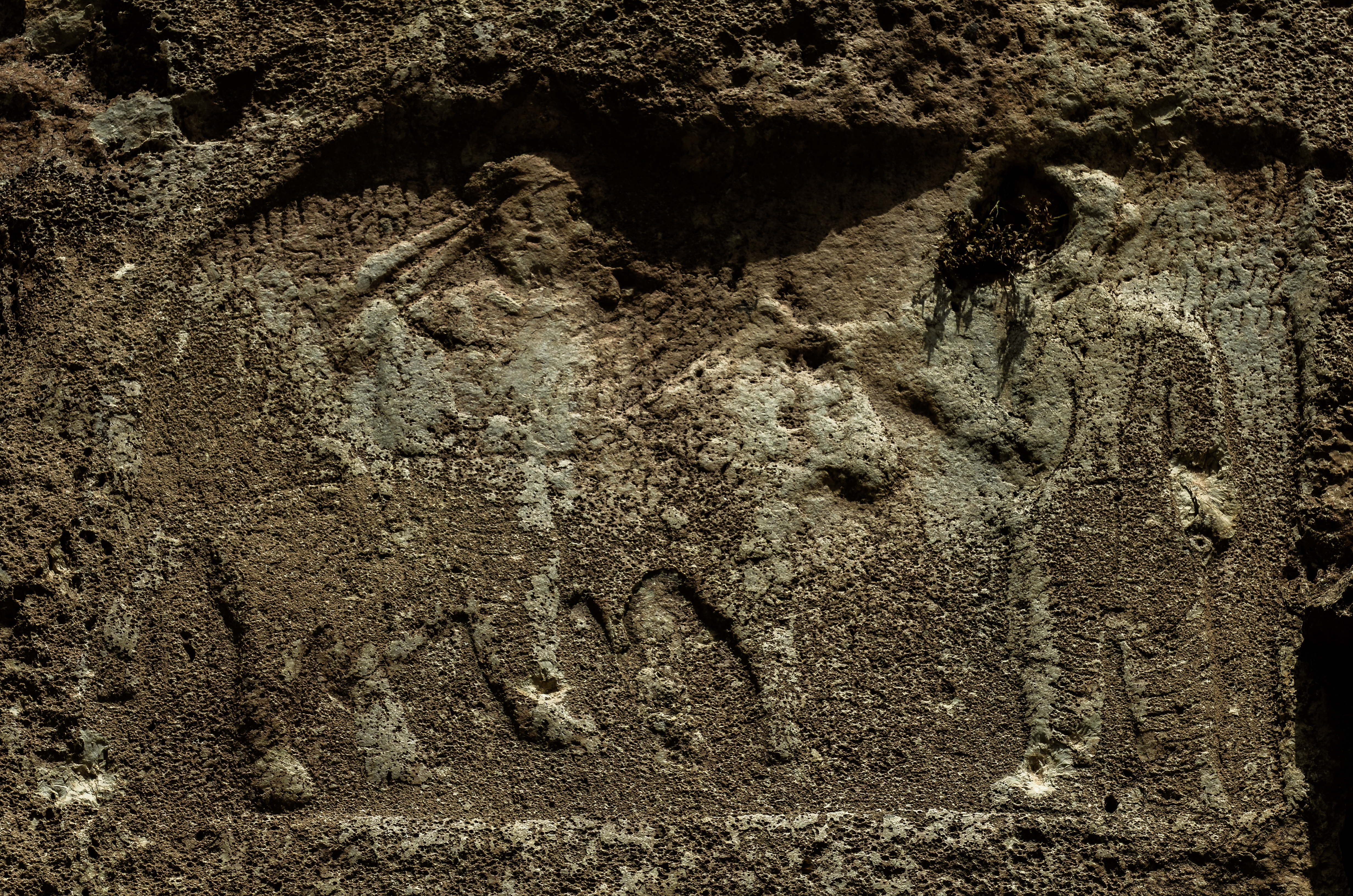
Relevo de um rei parta a cavalo, chamado Gotarzes, provavelmente Gotarzes II, com assistente ou sátrapa. Este relevo está localizado abaixo do relevo rochoso de Anubanini em

Em c. 40 d.C., o rei parta reinante Artabano II (r. 12–40) morreu, confiando seu reino a seu filho Vardanes I. No entanto, o trono foi tomado por Gotarzes II. Gotarzes mandou executar outro de seus irmãos, chamado Artabano, junto com sua esposa e filho, logo depois. Um alvoroço contra essa execução logo se seguiu, com um apelo sendo enviado a Vardanes, que pegou Gotarzes de surpresa e o derrotou, depois de viajar 375 milhas em dois dias. Vardanes foi aplaudido pelos governadores das províncias partas vizinhas e rapidamente ganhou o controle sobre a maior parte do reino parta (Tácito, Anais, 11.8). A cidade mesopotâmica de Selêucia do Tigre, que estava em rebelião desde 35, não reconheceu Vardanes, que logo sitiou a cidade. No entanto, o longo cerco de Selêucia resultou em Gotarzes ganhando vantagem no conflito, permitindo-lhe levantar uma nova força e expulsar Vardanes, que fugiu para Báctria, na Ásia Central.
Ao mesmo tempo, a Armênia sofreu turbulência, quando seu rei arsácida Orodes, irmão de Vardanes, foi deposto pelo imperador Cláudio (r. 41–54), que nomeou o príncipe farnavázida Mitridates em seu lugar. Simultaneamente, pouco antes de Vardanes e Gotarzes se enfrentarem em batalha, chegaram a um acordo depois que Gotarzes informou Vardanes de uma conspiração sendo planejada contra eles por um grupo proeminente. O acordo era que Vardanes manteria sua coroa, enquanto Gotarzes se retiraria à Hircânia. Encorajado por seus outros triunfos recentes, Vardanes se preparou para invadir e reconquistar a Armênia, mas finalmente abandonou seus planos, devido às ameaças de guerra do governador romano da Síria, Caio Víbio Marso, juntamente com o conflito renovado com Gotarzes, que encerrou seu acordo. Vardanes derrotou Gotarzes no Erindes, um rio situado na fronteira da Média-Hircânia. Ele então começou a conquistar as províncias partas restantes, chegando até Ária. Por volta de 46, foi assassinado enquanto caçava por instigação de um grupo de nobres partas que temiam que sua posição pudesse ficar em perigo. Logo depois, Gotarzes II morreu (de acordo com Tácito, de uma doença, embora Josefo tenha declarado que foi assassinado). Sua última moeda é datada de junho de 51. Foi sucedido brevemente por seu tio Vonones II e então pelo filho deste último, Vologases I.